# Майкл Шеймос
Майкл Шеймос (англ. Michael Ian Shamos) — американський математик, адвокат, автор книги, редактор журналу, консультант та директор компанії. Він з Франко Препарата є автором книги Обчислювальна геометрія (англ. Computational Geometry) (Springer-Verlag, 1985), яка протягом багатьох років була стандартним підручником по обчислювальній геометрії. Також він відомий завдяки алгоритму Шеймоса-Хойя (англ. Shamos–Hoey) замітання прямою для виявлення наявності перетину серед заданої множини відрізків і методу обертового штангенциркуля для визначення ширини та діаметра геометричної фігури. Серед його публікацій є роботи по електронному голосуванні, по більярду та законам про інтелектуальну власність у цифрову еру.
Він був членом таких спільнот, як Sigma Xi (1974–83), IBM Fellowship Єльського університету (1974–75), національний лектор SIAM (1977–78), видатним викладачем з комп'ютерних наук Рочестерського університету (1978). У 1991 році він виграв першу щорічну премію Black & White Scotch Achiever за внесок у музикознавство та премію «Industry Service» Американського інституту більярду та боулінгу 1996 року за внесок у історію більярду. З 2001 року він є офіційним суддею асоціації більярду Worldcup.
Він був головним редактором журналу «Journal of Privacy Technology» (2003—2006). Є членом редакційних колегій електронного журналу «Electronic Commerce Research Journal» та журналу «Pittsburgh Journal of Technology, Law and Policy» в Пітсбурзі та редактором журналу «Billiards Digest».
Шеймос є автором «Нової ілюстрованої енциклопедії більярду» (Lyons, 1999) та є куратором музею та архіву по більярду.
Майкл Шеймос працює в Університеті Карнегі-Меллона.